# Висла (футбольный клуб, Краков)
«Ви́сла» (пол. Wisła Kraków Spółka Akcyjna) — польский профессиональный футбольный клуб из Кракова. Выступает в чемпионате Польши. Один из старейших футбольных клубов в Польше, основан в 1906 году. Цвета клуба — красно-бело-голубые.

## История

### Рождения клуба
Предшественниками сегодняшней «Вислы» являются, футбольная команда созданная осенью 1906 года студентами 2-й практической школы, под руководством Юзефа Школьниковского, который также играл как капитан. В сентябре 1906 года команда Школьниковского приняла участие в турнире организованным доктором Тадеушем Кончиньским, турнир проходил на футбольных полях в Блони, Краков. В турнире приняли участие 16 команд из близлежащих школ. Команда выступала в синих футболках и поэтому получила прозвище — «синие». В 1907 году команда объединилась с «красными», под управлением Енкера. После слияния основным цветом команды стал красный, но игроки синих придумали название — «Висла». Хотя команда и играла в красных майках, зато она носила 2 синие звезды, для того чтобы показать что команда создана из слияния 2 команд. Форму для команды изготовила берлинская фирма Steingl. Следующем шагом в развитии клуба было избрание президента Тадеуша Лопушаньского, который был учителем математики и физики во второй средней школе в Кракове. Тогда же была разработана первая эмблема, она состояла из щита, красной звезды и года основания. В 1908 году построили первый клубный стадион имени Хенрика Йордана. 7 февраля 1910 года уставом ассоциации Галицкой провинции клуб был утвержден, в соответствии с регистрационным номером 632. Эта дата считается официальном датой создания краковской «Вислы». В 1911 году синие звёзды на футболках были заменены на одну белую на левой стороне формы. 6 апреля 1911 года состоялся матч открытия стадиона между «Вислой» и «Чарни» из Львова, матч закончился выигрышем хозяев (3:2). После поражения «Чарни» покинули город, не оставшись на торжествах в честь открытия стадиона.
Во время Первой мировой войны многие игроки «Вислы» вступили в польский легион и сражались на первой мировой войне. Во время войны клубная база сгорела, поэтому в 1919 году клуб приобрёл землю для строительства нового стадиона. Три года спустя, 8 апреля 1922 года прошло открытие нового стадиона, который освятил монах. В матче открытия «Висла» проиграла львовской «Погоне» (2:4). 14 мая 1922 года на этом стадионе сыграла национальная сборная Польши против Венгрии (0:3). В этом матче сыграли двое игроков «Вислы» это — Хенрик Рейман и Стефан Слива.
| Сезон   | Лига             | Место |  |
| ------- | ---------------- | ----- |  |
| 1922/23 | Чемпионат Польши | 2     |  |
| 1924/25 | Чемпионат Польши | 3     |  |
| 1926/27 | Экстракласса     | 1     |  |
| 1927/28 | Экстракласса     | 1     |  |
| 1928/29 | Экстракласса     | 3     |  |
| 1929/30 | Экстракласса     | 2     |  |
| 1930/31 | Экстракласса     | 2     |  |
| 1931/32 | Экстракласса     | 6     |  |
| 1932/33 | Экстракласса     | 3     |  |
| 1933/34 | Экстракласса     | 3     |  |
| 1934/35 | Экстракласса     | 4     |  |
| 1935/36 | Экстракласса     | 2     |  |
| 1936/37 | Экстракласса     | 5     |  |
| 1937/38 | Экстракласса     | 3     |  |
| 1938/39 | Экстракласса     | 2     |  |

Впервые в чемпионате Польши «Висла» сыграла в 1923 году, тогда в финальном матче ФК «Висла» проиграл ФК «Погонь» (Львов) по итогам трёх матчей. Среди игроков которые выступили в то время можно выделить вратаря: Мечислава Висьневского, полузащитников: Казимежа Качора, Яна Котлярчука, Владислава Крупы и нападающих Мечислава Бальцера, Юзефа Адамека, Владислава Ковальского, Хенрика Реймана, Стефана Сливы. В 1924 году в сборной Польши на Олимпийских играх играли сразу 4 игрока «Вислы» — Юзеф Адамек, Владислав Крупа, Хенрик Рейман и Мечислав Висьневский.
Хенрик Рейман — легенда «Вислы», в его честь назван стадион и прилегающие улицы. Кроме того, у входа на стадион есть небольшой памятник Реймана.
В 1926 году «Висла» выиграла первый Кубок Польши, в финале обыграв львовскую «Спарту» (2:1), 2 гола забил Хенрик Рейман. В этом же году Висла стала одним из 12 клубов основателей национальной лиги. Первая игра в новой лиге закончилась победой против краковской «Ютженки» (4:0). Новый чемпионат Польши «Висла» выиграла в 1927 году, лучшим бомбардиром сезона стал игрок «Вислы» — Хенрик Рейман, который забил 37 мячей. Сотый гол в чемпионате Польши забил игрок «Вислы» — Станислав Чулак.

### 1928—1945
В 1930 году «Висла» сыграла свою сотую игру в чемпионате победив львовскую «Погонь» (3:0). В чемпионате команда завершала сезон на верхушке турнирной таблице. В 1931 году «Висла» празднует 25 лет своего существования. На матчи «Вислы» в среднем приходит посмотреть 4 000 болельщиков. В 1935 году клуб испытала серьёзный удар, после того, как и в 1916 году, стадион сгорел. Стадион пришлось строить с нуля. В 1936 году клуб получил новую эмблему, состоящую из белой звезды на красном щите, которую перекисает голубая лента. Эмблема символизирует реку Висла, которая течёт в Кракове. Впервые эмблема была использована в товарищеском матче против английского «Челси», «Висла» тогда победила (1:0). На олимпийских играх в 1936 году в Берлине выступал игрок «Вислы» Юзеф Котлярчук, Польша тогда заняла 4 место. 1 сентября 1939 года в Польшу вторглись фашистские солдаты и началась Вторая мировая война. Но в городе по-прежнему висели афиши матча дерби «Краковия» — «Висла», матч должен был состояться 3 сентября. После немецкие оккупанты запретили футбольные матчи. Несмотря на это в 1940 году в Кракове была организованна — секретная лига. «Висла» выиграла этот турнир обыграв местные коллективы. Всё снаряжения клуба в то время были спрятаны на водонапорной башне в Кракове. В 1941 году «Висла» снова выиграло секретный чемпионат. Кроме того в этом году «Висле» исполнилось 35 лет. В 1943 году «Висла» проиграла чемпионат «Краковии» в драматических обстоятельствах. «Висла» попыталась оспорить результат, но это ни к чему не привело. После этого в городе начались беспорядки. Из-за этого на «Вислу» был наложен штраф. В 1944 года «Висла» в третий раз выиграла подпольный чемпионат. 28 января 1945 года «Висла» выиграла в дерби у «Краковии» (2:0).

### 1946—1958
| Сезон   | Лига             | Место |  |
| ------- | ---------------- | ----- |  |
| 1945/46 | Чемпионат Польши |       |  |
| 1946/47 | Чемпионат Польши | 2     |  |
| 1947/48 | Экстракласса     | 2     |  |
| 1948/49 | Экстракласса     | 1     |  |
| 1949/50 | Экстракласса     | 1     |  |
| 1950/51 | Экстракласса     | 1     |  |
| 1951/52 | Экстракласса     | 3     |  |
| 1952/53 | Экстракласса     | 3     |  |
| 1953/54 | Экстракласса     | 8     |  |
| 1954/55 | Экстракласса     | 7     |  |
| 1955/56 | Экстракласса     | 5     |  |
| 1956/57 | Экстракласса     | 9     |  |
| 1957/58 | Экстракласса     | 7     |  |

Летом 1946 года за неделю до празднования 40-летия клуба по Кракову прошла буря с молнией. Из-за этого в очередной раз был нанесен значительный урон стадиону. В 1947 году «Висла» заняло 1 место в своей группе в чемпионате, но в финальной группе «Висла» уступила познанской «Варте». В 1948 году чемпионат стал проходить по обычной схеме и «Висла» стала чемпионом обогнав ближайшего преследователя краковскую «Краковию». После «Висла» становилась чемпионом ещё 3 раза подряд в 1949 году, 1950 году и 1951 году. В команде в тот период выступали такие футболисты как: Ежи Юрович, Ян Флянек, Юзеф Мамонь, Мечислав Грач, Збигнев Ясковский, Юзеф Когут. Из-за политической изменений в Польше в «Вислу» были некоторые изменения. Было создано новое министерство и принудительное слияние с краковской «Гвардией». Кроме того команда была переименована в ассоциацию спорта «Гвардия-Висла» (Краков). Клуб стал подчиняться министерству внутренних дел Польши. В чемпионате основными соперниками «Вислы» стали «Легия», которая принадлежала армии и «Гурник» из Забже — часть угольной компании. На летних олимпийских играх 1952 в Хельсинки выступал игрок «Вислы» — Юзеф Мамонь. В 1956 году прошёл юбилей клуба 50 лет, прошёл он под знаменем: 1906—1956 «Висла-Гвардия» Краков. Осенью прошёл юбилейный турнир, в котором «Висла» сыграла 3 игры. В первом матче «Висла» проиграла советскому «Динамо» из Москвы (2:5), в составе которого выступал известный вратарь Лев Яшин. После команда выиграла у венгерского «Вашаша» (1:0) и у бразильского клуба «Белу-Оризонти» (1:0). 4 ноября 1956 года на стадионе «Вислы» сборная Польши выиграла у Финляндии (5:0). Между тем в спорте Польши произошли очередные изменения и «Висла» вернулась к своему прежнему названию и вернула прежние цвета. 9 августа 1956 года является чёрной датой для «Вислы», тогда команда с разгромным счётом проиграла варшавской «Легии» (12:0). 10 октября 1957 года на общем собрании клуб был переименован в ТС «Висла». Также была представлена новая эмблема клуба это — красно-синий щит с белой звездой и надписью Висла ТС 1906. 17 августа 1958 года «Висла» сыграла свою 500 игру в чемпионате Польши против варшавской «Гвардии» (3:0). Также в этом году был избран новый президент — Зигмунт Ясько.

### 1959—1974
В чемпионате Польши в 1959 году «Висла» заняла 7 место из 12 команд. В 1960 году команда сыграла товарищеский матч с командой диаспоры поляков в США, «Висла» победила (8:0). В 1961 году в чемпионате «Висла» заняла 4 место, по сумме забитых и пропущенных голов «Легии». 4 ноября 1962 года «Висла» сыграла свою 600-ю игру в чемпионате против «Лодзи» (2:1). По итогам сезона 1963/64 «Висла» заняла предпоследние 13 место опередив только «Арконию» и вылетела во Вторую лигу. 10 мая 1964 года на стадионе «Вислы» в матче национальных сборных Польши и Ирландии (3:1) присутствовали 40 000 зрителей. Вторую лигу «Висла» выиграла и вернулась в сильнейший дивизион польского футбола. «Висла» в новом сезоне 1965/66 сразу заняла 2 место уступив только «Гурнику» из Забже. В 1966 году «Висла» сыграла в международном футбольном кубке, в группе клуб занял 2 место уступив будущему победителю братиславскому «Интер» и опередив «Мальмё» и «Кайзерслаутерн». В сезоне 1966/67 «Висла» выиграла Кубок Польши, в финале в дополнительное время клуб обыграл «Раков» из Ченстохова (2:0), голы забили Анджей Шукта и Губерт Скупник. 29 марта 1967 года решением президиума клуб попал под эгиду министерства внутренних дел. В сезоне 1967/68 «Висла» едва снова не вылетела во Вторую лигу, заняв 12 место и обогнав «Лодзь» и варшавскую «Гвардию». Также в этом сезоне клуб дебютировал в Кубке обладателей кубков. Сначала «Висла» успешно прошла финский «ХИК» по сумме двух матчей (8:1), но после уступила немецкому «Гамбургу». В 1969 году «Висла» заняла 1 место в группе в международном футбольном кубке, обогнав «Кошице», «Льерс» и «Эсбьерг». В последующие годы «Висла» также успешно играла в международном футбольном кубке в группе занимая в основном 1 и 2 места. В 1972 году в составе олимпийской сборной Польши в Мюнхене участвовали двое игроков «Вислы» — Антоний Шимановский и Казимеж Кмецик, а сборная тогда победила в финале обыграв Венгрию (2:1). На чемпионате мира 1974 в ФРГ, где Польша заняла 3-е место обыграв Бразилию (0:1), «Вислу» представляли сразу 5 игроков Антоний Шимановский, Адам Мусял, Здзислав Капка, Казимеж Кмецик и Марек Кусто.

### 1999—н.в.
В 1999 года в стан Вислы перешли Мацей Журавский и Аркадиуш Гловацкий. В сезоне 1999/00 «Висла» заняла 2 место в чемпионате, уступив только варшавской «Полонии». В кубке «Висла» дошла до финала, проиграв в финале «Амике» по сумме двух матчей (2:2; 3:0). Летом 2000 года «Висла» приняла участие в квалификации Кубка УЕФА в первом раунде команда обыграла боснийский «Железничар» (Сараево). В следующем раунде «Висле» попалась испанская «Реал Сарагоса», первый матч на выезде белая звезда проиграла с разгромным счётом (4:1). Следующий матч дома многие называли самым драматическим матчем в истории «Вислы». На 5-й минуте Марцин Бащиньский принёс в ворота «Вислы» автогол, во втором тайме усилиями нигерийца Калечи Ихяначо, Томаша Франковского и Казимежа Москаля клуб сумел забить 4 мяча и перевести встречу в серию пенальти где «Висла» и смогла победить. В следующем раунде клуб проиграл «Порту» и вылетел из турнира.
Так как «Висла» не участвовала в еврокубках, лето 2007 года запомнилось прежде всего продажей Якуба Блащиковского в дортмундскою «Боруссию» за 3 000 000 евро, в своё время «Висла» за него заплатила всего 14 тысяч евро. Из приобретений по ходу сезона можно отметить покупку нескольких игроков — Анджея Недзеляна, Камиля Косовского, Войцеха Лободзиньского, Радослава Матусяка, Рафала Богуского и костариканца Жуниора Диаса. Экстраклассу сезона 2007/08 «Висла» выиграла, команда опередила варшавскую «Легию» на 14 очков в итоговой таблице. Сам турнир «Висла» выиграла досрочно — за пять туров до завершения. Павел Брожек стал лучшим снайпером чемпионата забив 23 гола, обогнав ближайшего соперника Марека Зенчука — партнёра по команде и Адриана Сикору, которые забили по 16 голов. В Кубке Польши «Висла» дошла до финала где проиграла в серии пенальти «Легии» (4:3). Кубок Экстраклассы для «Вислы» остановился на стадии полуфинала, где клуб также проиграл «Легии» по сумме двух матчей (1:2). В июле 2008 года состоялся матч за Суперкубок Польши, где «Висла» проиграла варшавской «Легии» (2:1). За «Вислу» гол забил Гжегож Кмецик.

## Стадион
Городской стадион имени Хенрик Рейман, Стадион «Висла» (Stadion Miejski im. Henryka Reymana, пол. Stadion Wisła) — футбольный стадион в Кракове. Вместимость — 11 122 (после реконструкции 34 000). Стадион построен в начале XX века.
В 1976 году во время матча Кубок УЕФА против шотландского «Рейнджерса», был побит рекорд посещаемости стадиона, на тот матч собралось около 45 000 зрителей.
Нынешний стадион — третья по счету домашняя арена «Вислы». В 1953 году клуб переместился на новую арену. Это был стадион в виде трека для спидвея, с футбольным полем в центре. Две трибуны в форме полумесяца с колоннами по краям, которые были устроены на насыпных холмах. Вместимость стадиона на тот момент составила примерно 35 000 зрителей. Стадион никогда не расширялся, однако некоторые изменения были внесены в 1980-е — главная трибуна была перестроена, её вместимость значительно уменьшилась: сектора напротив центра поля были убраны, а оставшиеся были заменены железобетонными конструкциями. Противоположная трибуна также видоизменилась — были убраны концы полумесяца, что придало трибуне прямоугольную форму.
В конце 1990-х «Вислу» приобретает польский миллионер Богуслав Цупял, и клуб начинает инвестировать средства в реконструкцию стадиона. На пустом месте в центре главной трибуны был построен VIP сектор. Далее весь стадион был оснащен индивидуальными пластиковыми сидениями, что сделало его одним из первых в Польше полностью сидячих стадионов с вместимостью двух трибун примерно 9 500 зрителей. В 2002 году на стадионе была смонтирована система освещения на 4-х мачтах, поставленных по углам поля, после чего арена стала соответствовать нормам УЕФА для проведения международных встреч. В 2003 году была установлена первая в Польше система подогрева поля, строительство которой было начато после проблем с полем, возникших в матче против «Лацио» в феврале 2003 года. В начале 2004 года за северными воротами была сооружена новая крытая трибуна стальной конструкции, вместимостью около 1 000 зрителей. Её строительство было вызвано требованиями лиги иметь на каждом стадионе минимум 1 000 крытых зрительских мест.
В 1997 году был представлен проект перестройки стадиона, предусматривающий увеличение вместимости до 25 500 мест, стоимостью около 92 000 злотых. Однако до начала строительства прошли годы.
23 января 2008 года городской совет Кракова присвоил стадиону имя Хенрика Реймана.
Стадион был заявлен как резервная арена чемпионата Европы 2012 в Польше и Украине, но официально утверждён не был.

## Болельщики и дерби

### «Священная война»
Термин Священная война появился из-за соперничества фанатов двух краковских команд «Вислы» и «Краковии». Оба клуба были созданы в 1906 году и их война насчитывает уже более ста лет. Термин Священная война впервые был использован для описания соперничества двух краковских еврейских клубов «Маккаби» и «Ютженка». Защитник «Ютженки» который позже играл за «Краковию», назвал матч против «Вислы» Священной войной. Эта фраза позднее была включена в песню и она позже стала популярна среди фанатов «Вислы» и «Краковии». В 2006 году был сыгран 100-летний матч между «Вислой» и «Краковией». Тогда на матче присутствовали около 1000 полицейских, транспортные средства, вооружённые водомётами, вертолёты, полицейские собаки.

### Польское дерби
Матч «Вислы» и варшавской «Легии» в мире известен как польское дерби. Оба клуба очень успешно выступают последние десятилетие. Также региональные различия Краков (Юг) и Варшава (Север), придают большее значение матчу, а ещё это противостояние клуба милиции против армейского клуба.

### Ультрас
До 2016 года дружили с ультрас «Лехия (Гданьск)» и «Шлёнск (Вроцлав)». Теперь дружба с ультрас клубов «Видзев (Лодзь)», «Рух (Хожув)», «Элана». Фанаты «Вислы» находятся в дружественных отношениях братиславским «Слованом» с римским «Лацио».

## Спонсоры
Генеральным спонсором клуба с 1997 года является компания «Теле-Фоника», крупнейший производитель кабелей в Европе. Технический спонсор — Adidas.
Бюджет клуба составляет примерно десять миллионов евро.

## Достижения
- Чемпионат Польши
- Чемпион (13): 1927, 1928, 1949, 1950, 1977/78, 1998/99, 2000/01, 2002/03, 2003/04, 2004/05, 2007/08, 2008/09, 2010/11
- Вице-чемпион (14): 1913, 1923, 1930, 1931, 1936, 1947, 1948, 1965/66, 1980/81, 1999/00, 2001/02, 2005/06, 2009/10
- Бронзовый призёр (10): 1925, 1929, 1933, 1934, 1938, 1953, 1975/76, 1990/91, 1997/98
- Кубок Польши
- Обладатель (4): 1925/26, 1966/67, 2001/02, 2002/03, 2023/24
- Финалист (6): 1950/51, 1953/54, 1978/79, 1983/84, 1999/00, 2007/08

- Обладатель Кубка Экстраклассы (1): 2001/02
- Чемпион Польской Лиги (1): 1951
- Обладатель Суперкубка Польши (1): 2001

### Клубные рекорды
- Самая крупная победа: 15:0 над ТКС Торунь — 11 сентября 1927 года
- Самое крупное поражение: 0:12 от «Легии» — 19 августа 1956 года

### Персональные рекорды
- Самое большое количество игр — Здзислав Капка (383)
- Лучший бомбардир — Казимеж Кмецик (175).
- Лучший бомбардир (за один сезон) — Хенрик Рейман (37)

## «Висла» в Европе
| Сезон   | Турнир                      | Раунд |                               | Клуб                 | Счёт     |
| ------- | --------------------------- | ----- | ----------------------------- | -------------------- | -------- |
| 1967/68 | Кубок обладателей кубков    | 1Р    | Флаг Финляндии                | ХИК                  | 4:1, 4:0 |
|         |                             | 2Р    | Флаг Германии                 | Гамбург              | 0:1, 0:4 |
| 1976/77 | Кубок УЕФА                  | 1:    | Флаг Шотландии                | Селтик               | 2:2, 2:0 |
|         |                             | 2Р    | Флаг Бельгии                  | Моленбек             | 1:1, 1:1 |
| 1978/79 | Кубок европейских чемпионов | 1Р    | Флаг Бельгии                  | Брюгге               | 1:2, 3:1 |
|         |                             | 2Р    | Флаг Чехословакии             | Брно                 | 2:2, 1:1 |
|         |                             | 1/4Ф  | Флаг Швеции                   | Мальмё               | 2:1, 1:4 |
| 1981/82 | Кубок УЕФА                  | 1Р    | Флаг Швеции                   | Мальмё               | 0:2, 1:3 |
| 1984/85 | Кубок обладателей кубков    | 1Р    | Флаг Исландии                 | Вестманнаэйяр        | 4:2, 3:1 |
|         |                             | 2Р    | Флаг Нидерландов              | Фортуна (Ситтард)    | 0:2, 2:1 |
| 1998/99 | Кубок УЕФА                  | 1К    | Флаг Уэльса                   | Ньютаун              | 0:0, 7:0 |
|         |                             | 2К    | Флаг Турции                   | Трабзонспор          | 5:1, 2:1 |
|         |                             | 1Р    | Флаг Словении                 | Марибор              | 2:0, 3:0 |
|         |                             | 2Р    | Флаг Италии                   | Парма                | 1:1, 1:2 |
| 2000/01 | Кубок УЕФА                  | К     | Флаг Боснии и Герцеговины     | Железничар (Сараево) | 0:0, 3:1 |
|         |                             | 1Р    | Флаг Испании                  | Реал Сарагоса        | 1:4, 4:1 |
|         |                             | 2Р    | Флаг Португалии               | Порту                | 0:0, 0:3 |
| 2001/02 | Лига чемпионов УЕФА         | 2К    | Флаг Латвии                   | Сконто               | 2:1, 1:0 |
|         |                             | 3К    | Флаг Испании                  | Барселона            | 3:4, 0:1 |
|         | Кубок УЕФА                  | 1Р    | Флаг Хорватии                 | Хайдук (Сплит)       | 2:2, 1:0 |
|         |                             | 2Р    | Флаг Италии                   | Интернационале       | 0:2, 1:0 |
| 2002/03 | Кубок УЕФА                  | К     | Флаг Северной Ирландии        | Гленторан            | 2:0, 4:0 |
|         |                             | 1Р    | Флаг Словении                 | Приморье             | 2:0, 6:1 |
|         |                             | 2Р    | Флаг Италии                   | Парма                | 1:2, 4:1 |
|         |                             | 3Р    | Флаг Германии                 | Шальке 04            | 1:1, 4:1 |
|         |                             | 4Р    | Флаг Италии                   | Лацио                | 3:3, 1:2 |
| 2003/04 | Лига чемпионов УЕФА         | 2К    | Флаг Кипра (1960—2006)        | Омония               | 5:2, 2:2 |
|         |                             | 3К    | Флаг Бельгии                  | Андерлехт            | 1:3, 0:1 |
|         | Кубок УЕФА                  | 1Р    | Флаг Нидерландов              | НЕК                  | 2:1, 2:1 |
|         |                             | 2Р    | Флаг Норвегии                 | Волеренга            | 0:0, 0:0 |
| 2004/05 | Лига чемпионов УЕФА         | 2К    | Флаг Грузии                   | ВИТ Джорджия         | 8-2, 3-0 |
|         |                             | 3К    | Флаг Испании                  | Реал Мадрид          | 0:2, 1:3 |
|         | Кубок УЕФА                  | 1Р    | Флаг Грузии                   | Динамо (Тбилиси)     | 4:3, 1:2 |
| 2005/06 | Лига чемпионов УЕФА         | 3К    | Флаг Греции                   | Панатинаикос         | 3:1, 1:4 |
|         | Кубок УЕФА                  | 1Р    | Флаг Португалии               | Витория (Гимарайнш)  | 0:3, 0:1 |
| 2006/07 | Кубок УЕФА                  | 2К    | Флаг Австрии                  | Маттерсбург          | 1:1, 1:0 |
|         |                             | 1Р    | Флаг Греции                   | Ираклис              | 0:1, 2:0 |
|         |                             | ГР    | Флаг Англии                   | Блэкберн Роверс      | 1:2      |
|         |                             |       | Флаг Франции                  | Нанси                | 1:2      |
|         |                             |       | Флаг Швейцарии                | Базель               | 3:1      |
|         |                             |       | Флаг Нидерландов              | Фейеноорд            | 1:3      |
| 2008/09 | Лига чемпионов УЕФА         | 2К    | Флаг Израиля                  | Бейтар (Иерусалим)   | 1:2, 5:0 |
|         |                             | 3К    | Флаг Испании                  | Барселона            | 0:4, 1:0 |
|         | Кубок УЕФА                  | 1Р    | Флаг Англии                   | Тоттенхэм Хотспур    | 1:2, 1:1 |
| 2009/10 | Лига чемпионов УЕФА         | 2К    | Флаг Эстонии                  | Левадия              | 1:1, 0:1 |
| 2010/11 | Лига Европы                 | 2К    | Флаг Литвы                    | Шяуляй               | 2:0, 5:0 |
|         |                             | 3К    | Флаг Азербайджана (1991—2013) | Карабах              | 0:1, 2:3 |
| 2011/12 | Лига Чемпионов УЕФА         | 2К    | Флаг Латвии                   | Сконто               | 1:0, 2:0 |
|         |                             | 3К    | Флаг Болгарии                 | Литекс               | 2:1, 3:1 |
|         |                             | РПО   | Флаг Кипра                    | АПОЭЛ                | 1:0, 1:3 |
|         | Лига Европы                 | ГР    | Флаг Дании                    | Оденсе               | 1:3, 2:1 |
|         |                             |       | Флаг Нидерландов              | Твенте               | 1:4, 2:1 |
|         |                             |       | Флаг Англии                   | Фулхэм               | 1:0, 1:4 |
|         |                             | 1/16Ф | Флаг Бельгии                  | Стандард             | 1:1, 0:0 |

## Тренеры
| - Имре Шлоссер (1924—1929) - Франтишек Кожелуг (1929—1934) - Вильмош Ньюль (1934—1939) - Отто Мазал-Сквайн (1939—1946) - Ян Котлярчук (1946—1947) - Артур Вальтер (1947—1948) - Йосеф Кухинка (1948—1950) - Михал Матыас (1950—1954) - Мечислав Грач (1954—1955) - Артур Возьняк (1956—1957) - Йосеф Кухинка (1958—1959) - Карой Коша (1959—1960) - Карел Финек (1960—1961) - Мечислав Грач (1961—1962) - Карел Кольский (1963—1964) - Чеслав Скорачиньский (1964—1967) - Мечислав Грач (1967—1969) - Дьюла Телеки (1969—1970) - Михал Матыас (1970—1971) - Мариан Курдзел (1971—1972) - Ежи Стецкив (1972—1974) - Александер Брожиняк (1975—1977) - Орест Ленчик (1977—1979) - Люцьян Франчак (1979—1981) | - Веслав Лендзён (1981—1982) - Роман Дурнёк (1982—1983) - Эдмунд Зентара (1983—1984) - Орест Ленчик (1984—1985) - Станислав Хемич (1985) - Люцьян Франчак (1985—1986) - Станислав Цыган (1986—1987) - Александер Брожиняк (1987—1989) - Станислав Хемич (1989) - Адам Мусиал (1989) - Богуслав Хайдас (1989) - Адам Мусиал (1990—1992) - Казимеж Кмецик (1992) - Карол Пече (1992—1993) - Марек Кусто (1993—1994) - Орест Леншук (1994) - Марек Кусто (1994) - Лучиан Франшак (1994—1996) - Казимеж Кмецик (1996) - Хенрик Апостель (1996—1997) - Казимеж Кмецик (1997) - Войцех Лазарек (1997—1998) - Ежи Ковалик (1998) - Францишек Смуда (1998—1999) | - Ежи Ковалик (1999) - Марек Кусто (1999—2000) - Войцех Лазарек (2000) - Адам Навалка (2000) - Орест Леншук (2000—2001) - Адам Навалка (2001) - Францишек Смуда (2001—2002) - Хенрик Касперчак (2002—2004) - Вернер Личка (2005) - Ежи Энгел (2005) - Томаш Кулавик (2005) - Дан Петреску (2006) - Драгомир Окука (2006) - Адам Навалка (2007) - Казимир Москаль (2007) - Мацей Скоржа (2007—2010) - Хенрик Касперчак (2010) - Роберт Мааскант (2010—2011) - Казимир Москаль (и. о.) (2011—2012) - Михал Пробеж (2012) - Томаш Кулавик (2012—2013) - Францишек Смуда (2013—2015) - Казимеж Москаль (2015) |